# من واقعی هستم (ترانه)
«من واقعی هستم» تک‌آهنگی از هنرمند اهل ایالات متحده آمریکا جنیفر لوپز است که در سال ۲۰۰۱ میلادی منتشر شد.
این تک‌آهنگ در چارت‌های جزو ده ترانه اول قرار گرفت.